# 小孩不笨系列
小孩不笨系列是新加坡製作的影視作品，諷刺新加坡社會時弊及新加坡教育的弊病，以及多數家長對孩子的錯誤管教方式來喚醒社會大眾，小學及中學的華文科在家長及學生眼中只是並不重要的閒科，由梁智強自編、自導、自演。

## 電影
- 小孩不笨，2002年新加坡電影
- 小孩不笨2，2006年新加坡電影
- 小孩不笨3，2024年新加坡電影

## 電視劇
- 小孩不笨 (電視劇)，2002年新加坡電視劇，電影版改編
- 小孩不笨2 (電視劇)，2006年新加坡電視劇，延續電影版故事